# Сантіагу-Майор (Бежа)
Сантіагу-Майор (порт. Santiago Maior; МФА: [sɐ̃.ti.ˈa.gu maj.ˈoɾ]) — парафія в Португалії, у муніципалітеті Бежа. Розташована в південній частині країни, на теренах історичної португальської провінції Алентежу. Входить до складу округу Бежа. За адміністративним поділом, чинним до 1976 року, терени парафії були складовою провінції Нижнє Алентежу. Належить до Безької діоцезії Католицької церкви. Патрон — святий Яків. Площа — 43,0544 км². Населення — 7620 ос. (2011). Слабо урбанізований регіон. Густота населення — 176,99 осіб/км²
. Код — 020513.

## Населення
| Кількість мешканців | Кількість мешканців | Кількість мешканців | Кількість мешканців | Кількість мешканців | Кількість мешканців | Кількість мешканців | Кількість мешканців | Кількість мешканців | Кількість мешканців | Кількість мешканців | Кількість мешканців | Кількість мешканців | Кількість мешканців | Кількість мешканців |
| ------------------- | ------------------- | ------------------- | ------------------- | ------------------- | ------------------- | ------------------- | ------------------- | ------------------- | ------------------- | ------------------- | ------------------- | ------------------- | ------------------- | ------------------- |
| 1864                | 1878                | 1890                | 1900                | 1911                | 1920                | 1930                | 1940                | 1950                | 1960                | 1970                | 1981                | 1991                | 2001                | 2011                |
| 1 854               | 2 028               | 2 212               | 2 470               | 2 463               | 2 818               | 3 748               | 3 637               | 5 438               | 5 251               | 5 551               | 7 153               | 7 331               | 7 856               | 7 620               |